# Dialogues avec l'ange
Dialogues avec l'ange est la transcription d'une expérience spirituelle vécue pendant la Seconde Guerre mondiale par quatre amis hongrois. Pendant dix-sept mois, de juin 1943 à novembre 1944, alors que les nazis envahissent leur pays et déportent les juifs en masse, Hanna Dallos transmet au cours de 88 entretiens des paroles qu'elle dit ne pas émaner d'elle (qu'elle dit provenir  d’« autre part », d’un maître intérieur ou d’un ange). Ces paroles sont retranscrites par Gitta Mallasz et Lili Strausz. 
Seule survivante (les trois autres, juifs, périront en déportation), Gitta Mallasz, réfugiée en France en 1960, traduira ces entretiens en français. Une première édition a été publiée en 1976, suivie en 1990 d'une seconde édition, intégrale. 
Le livre a été un grand succès de librairie, et publié en 21 langues.

## Le contexte historique
Dans la Hongrie de 1943, au cours de la Seconde Guerre mondiale, les juifs avaient été plutôt protégés par le régime Horthy, pourtant allié des puissances de l’axe. Mais le climat s'aggrave en mars 1944 quand les Allemands envahissent la Hongrie. Commencent alors des déportations sous la direction d’Adolf Eichmann, d’abord en province, avant la mise en place d’un ghetto à Budapest : sur une population de 825 000 juifs, moins d’un tiers survivra à la Shoah.
En 1943, quatre amis hongrois, Gitta Mallasz, Lili Strausz, Hanna Dallos et son mari Joseph Kreutzer, se retrouvent dans une petite maison louée par Hanna et Joseph à Budaliget dans les environs de la capitale, où ils essaient de trouver un peu de sérénité. Leurs rencontres sont l'occasion de s’interroger ensemble sur la situation et d'écrire leurs impressions. Le 25 juin 1943, alors que Gitta avait lu à Hanna un texte de réflexion, celle-ci prévient « Attention ! Ce n’est plus moi qui parle » (p. 23) qui marquera alors le début du premier des 88 entretiens hebdomadaires qui forment les Dialogues avec l'ange. Ils disent recevoir ces paroles d’« autre part », d’un maître intérieur ou d’un ange.

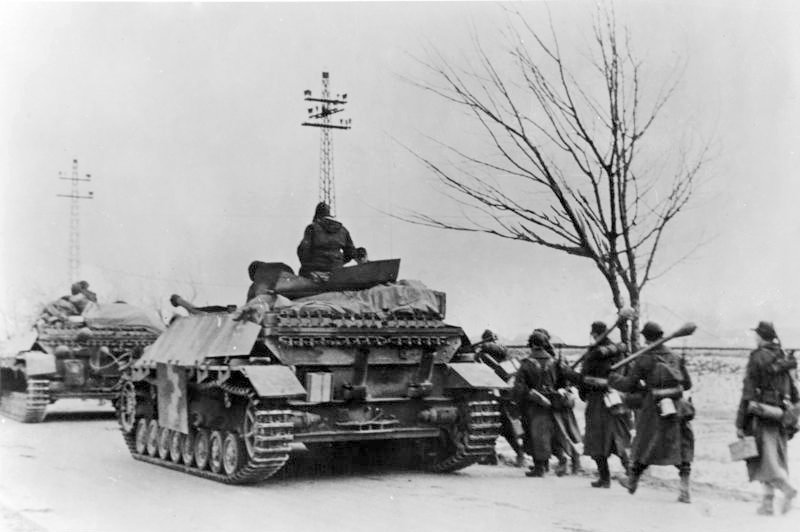
L'armée allemande entre en Hongrie en mars 1944.

Seuls les quarante premiers entretiens auront lieu à Budaliget, car après l'invasion de la Hongrie le 19 mars 1944 par l'armée allemande, pensant qu’ils seront plus en sécurité à Budapest où les persécutions n’ont pas encore commencé, Joseph et Hanna décident de s’installer dans la partie Pest de la capitale, dans l’appartement des parents de Hanna qui ont fui la Hongrie. En vain. Joseph part le 3 juin 1944 pour ne plus revenir.
Gitta cherche alors à sauver ses amies du ghetto, quand on lui propose de prendre le commandement d’un atelier de confection militaire monté par un de ses amis et un prêtre catholique, le père Klinda, pour sauver des juives. Gitta accepte à condition que soient rajoutés à la liste des ouvrières les noms de Lili et Hanna. L’atelier est installé dans l'ancien collège Sainte Catherine (Katalin), dans le quartier résidentiel de Buda. Les trois amies s’y installent à la mi-juin 44. Gitta aménagera dans le jardin une cabane dans laquelle se dérouleront les derniers entretiens.
Les Croix fléchées (parti fasciste hongrois) surveillent de près ce drôle d’atelier. Le 2 décembre 1944, ils font irruption à Katalin. Quasiment toutes les ouvrières réussiront à s’enfuir. Restent treize d’entre elles, dont Hanna et Lili qui ont décidé de se livrer pour sauver Gitta, persuadées qu’elle seule pourra transmettre les enseignements spirituels dispensés lors des entretiens. Hanna et Lili seront déportées à Ravensbrück. Une seule des ouvrières déportées, Eva Langley-Dános, est revenue. Elle a raconté dans Le Dernier convoi la lente agonie des femmes entassées dans un wagon lors d'un transfert interminable entre deux camps. Joseph mourut à la même époque que sa femme dans un camp en Hongrie. Seule survivante, Gitta s’installera en France en 1960 après quinze ans sous le régime communiste, et commencera à travailler à la traduction puis à la diffusion des Dialogues avec l'ange jusqu’à sa mort en 1992.
Gitta Mallasz avait reçu une vague éducation catholique, les trois autres, d’origine juive, n’auraient pas reçu d'éducation religieuse particulière.

## Les protagonistes

### Hanna, Gitta, Joseph et Lili
Gitta Mallasz, fille d'un général de l’armée hongroise, a un caractère indépendant et aventureux. Toute jeune, elle devient championne de natation, une gloire nationale, puis, rejetant cette adulation grisante et « dégoûtée de [ses] activités uniquement sportives » (p. 18), elle retourne à une carrière artistique. Hanna Dallos, qu'elle avait connue à l'École des Arts Décoratifs de Budapest et avec laquelle elle était restée très liée, lui réapprend à dessiner.
Hanna est indéniablement l'âme du groupe (p. 19). Elle a épousé un cousin germain, Joseph Kreutzer, d'un caractère très réservé. Tous trois partagent un atelier d'arts décoratifs.
Gitta Mallasz avait connu Lili Strausz quand elle pratiquait la natation. Enseigner l’expression corporelle n’était guère chose courante à cette époque. Dernière fille non désirée d’une famille nombreuse, Lili avait souffert dans l’enfance d’un manque d’amour qui l'a marquée profondément.

### Les anges
Au début des entretiens, Hanna avertit Gitta, seule présente à ce moment-là : « Attention ! Ce n'est plus moi qui parle. » (p. 23). Et Gitta déclare : « C'est bien la voix de Hanna, mais je suis absolument sûre que ce n'est pas elle qui parle : celui qui parle se sert de sa voix comme d'une espèce d'instrument conscient. » (p. 23). Gitta précise par ailleurs que « jamais Hanna n'a été en transe, ni dans un état particulier, ni même les yeux fermés pendant les entretiens ». Dans la suite du livre, le mot « ange » apparaît fréquemment dans les commentaires de Gitta, moins souvent dans le texte lui-même.
Gitta définit l'ange comme son « pareil de lumière », en référence à la parole qui lui était destinée : « Tu es mon pareil plus dense » (p. 75). À la lecture des Dialogues, on peut s'apercevoir que chacun a son ange. Celui de Lili, « celui qui aide » (p. 36) s’exprime avec tendresse, celui de Gitta, « celui qui rayonne » (p. 201), leur semble beaucoup plus sévère.
À Budapest, alors que la déportation massive des juifs a commencé, les « anges instructeurs », selon Gitta Mallasz, cèdent la place au « chœur des anges (...) des êtres puissants, infiniment lointains ».
Toujours, selon les explications de Gitta, les anges voyaient avec acuité ce qui se passait intérieurement chez les quatre amis, avaient des pouvoirs guérisseurs et leur enseignement pouvait être accompagné de visions. Mais elle affirme aussi que la nature de l’ange est difficile à saisir, qu’il est à la fois l’être le plus proche de l’humain, mais qu’en une seconde il peut se retrouver dans des régions inaccessibles. Alors que Lili demande au sien ce qu’est l’âme, il lui est répondu : « Tout est corps. Ce qui est insaisissable pour toi, l’« âme », pour moi est un mur épais. » (p. 106).
Gitta évoque une loi qui lierait les anges aux hommes : la réciprocité. Elle raconte que lorsqu’ils apprirent les horreurs de l’extermination raciale, les anges furent aussi désespérés que les quatre amis, « car notre chemin est devenu un : ou nous périssons avec vous, ou nous nous purifions avec vous » (p. 252).

## Les Dialogues
Les Dialogues avec l’ange comportent 88 entretiens qui débutent le 25 juin 1943  pour s’achever le 24 novembre 1944.  Le langage est poétique, dense, souvent énigmatique et prend parfois des accents prophétiques. Des schémas esquissés par Hanna après les entretiens et des commentaires de Gitta accompagnent le texte.
La forme et le contenu évoluent avec les événements qui secouent la Hongrie. À Budaliget, Gitta, Lili et Joseph reçoivent des réponses à leurs questions. Quand commencent les déportations, et qu'ils retournent à Budapest, le ton change. Il n'y a plus de questions. Alors qu’à Budaliget, les rencontres se tenaient régulièrement le vendredi à 15 heures, les messages parviennent à tout moment et ne sont plus personnalisés.

### L'enseignement
Les références au christianisme sont nombreuses : Jésus est fréquemment cité, surtout dans les derniers entretiens. Les rencontres ont lieu le vendredi à 15 heures, jour et heure de sa mort, et les fêtes chrétiennes - Noël, Pâques, Pentecôte ou la Saint Michel - donnent lieu à des entretiens qui s’y réfèrent. On trouve de nombreuses références à la Bible, aussi bien à l'Ancien Testament (Adam, Caïn et Abel), le déluge), qu'au Nouveau (le Notre Père, la Multiplication des pains), et à la théologie chrétienne (la Trinité (Père, Fils, Saint-Esprit), la Grâce). 
Selon Henri Blanquart, les propos apparaissent universels : certaines phrases pourraient être prononcées par un moine zen, un maître du Védanta voire Juan Matus, le sorcier instructeur de Carlos Castaneda. Pour Gitta Mallasz, les Dialogues avec l’ange vont au-delà des religions.
Les thèmes des entretiens sont variés. Des auteurs se sont livrés à l’exercice de les répertorier. Henri Blanquart, relève pour sa part ces points principaux :
- La mort n’existe pas ;
- Ce que nous appelons notre « vie » n’est que rêve, illusion ;
- Il y a identité entre LUI[18] (Dieu, le Tout, « Cela » des hindouistes) d’une part, l’Ange (l’Étincelle divine en nous, « Christ en nous » de saint Paul) et enfin, le petit « moi » ;
- Il faut « être vigilants », « faire attention », « être attentifs ».

De son côté, Patrice Van Eersel relève ce qu'il appelle des « éléments d’une morale angélique » :
- La souffrance et la peur sont inutiles ;
- « Vouloir le bien » est un leurre ;
- Le mental est prisonnier du temps ;
- Tout est bon ;
- Demander et donner.

Gitta Mallasz elle-même a répondu un jour à un journaliste qui lui demandait « une définition précise de l’essentiel du message des anges », que c’était impossible, car c’est « une force dynamique qui met en mouvement, indéfinissable ». Selon elle, les Dialogues avec l'ange sont « un guide pratique pour notre époque de transition ». « Ce n’est pas une philosophie, ce n’est pas une religion, ce n’est pas un enseignement de groupe, c’est un enseignement de vie individuel ». « Un livre de notre temps et des temps à venir, qui s’adresse à tous ceux qui ont soif d’une dimension spirituelle et s’interrogent sur leur propre évolution comme sur celle du monde ».

### Les éditions
Les Dialogues avec l'ange ont d'abord été publiés en français, avant d'être édités dans leur langue d'origine, le hongrois, et d'être traduits en 20 langues.
Il y a deux éditions françaises :
- Dialogues avec l'ange. Les quatre messagers, document recueilli par Gitta Mallasz et présenté par Claude Mettra, traduit du hongrois par Gitta Mallasz (avec la collaboration d'Hélène Boyer). Aubier-Montaigne, Paris, 1976
- Dialogues avec l'ange. Édition intégrale, un document recueilli par Gitta Mallasz, traduit du hongrois par Hélène Boyer et Gitta Mallasz, nouvelle version revue par Dominique Raoul-Duval, Aubier, Paris, 1990  (ISBN 2-7007-2833-5)

Il y a deux éditions en hongrois :
- Mallasz Gitta, Az angyal válaszol, Typofot Gmk, 1989  (ISBN 963-500-549-0)
- Mallász Gitta (lejegyezte), Az angyal válaszol, Fekete Sas Kiadó, Budapest, 2005   (ISBN 963-460-873-6)

Le livre a été traduit en allemand, néerlandais, anglais, italien, espagnol, grec, brésilien, portugais, suédois, norvégien, catalan, russe, ukrainien (Les traductions ukrainienne et russe sont l'œuvre du dissident soviétique Léonide Pliouchtch et de sa femme Tatiana), roumain, slovène, basque, polonais, danois, coréen, tchèque.

### Les lecteurs
Le livre a fait le tour du monde et son audience a débordé les cercles habituels de lecture de ce type d'ouvrage. Le violoniste Yehudi Menuhin fut un des premiers lecteurs, ainsi que le poète chrétien Pierre Emmanuel et les pères Bruckberger et François Brune. 
Le guitariste Narciso Yepes s'impliqua dans la traduction espagnole. Diverses personnalités, artistiques en particulier, comme Juliette Binoche,, mais également Françoise Hardy ou Ludmila Mikaël en France en ont parlé comme d'un ouvrage important dans leur vie privée. Michel Cressole, critique à Libération, commente, en 1990, sa lecture : « C’est le manifeste esthétique radical ! ». Elisabeth Kübler-Ross, la célèbre psychiatre américaine, « l'a lu et relu sans jamais se lasser ». La chanteuse américano-mexicaine Lhasa de Sela l'a « longtemps gardé auprès d'elle ».

### Analyse de l'ouvrage
Pour Frédéric Lenoir, « ce texte est transversal. Il dit avec beaucoup de poésie un message qui est au cœur de toutes les spiritualités du monde, qu'on a tous en nous une lumière qui peut grandir, qu'on a une seconde naissance à faire ». Il y voit l'expression d'une « volonté actuelle, en Occident, de repousser l'idée d'un Dieu lointain au profit d'êtres intermédiaires entre nous, humains, et la divinité suprême. Les anges sont plus accessibles ».
Dialogues avec l'ange est parfois catégorisé comme channeling ou présenté comme un ouvrage précurseur de ce genre du New Age,,,,. Comme dans les messages spirituels de cette catégorie, il semblerait qu'une entité se serve d'un être humain comme d'un médium pour transmettre un enseignement. Dans ce cas précis, l'entité étant désignée comme un Ange, et bien que Gitta Mallasz ait également utilisé l'appellation « maître intérieur », ces « entretiens » ont précédé ou provoqué un engouement pour la communication avec les anges.

### Morgen - Aube
Des messages en allemand ont été transmis par Hanna Dallos de décembre 1943 à février 1944. Ils étaient destinés à un ami d'enfance de Gitta Mallasz qui s'était engagé dans les Waffen-SS. La version originale allemande figure dans l'édition allemande des Dialogues avec l'ange ainsi que dans les éditions hongroises. Une édition bilingue allemand-français a été publiée en 2012 sous le titre Morgen - Aube, avec une aquarelle de Gitta Mallasz en couverture.
- Morgen - Aube, messages transmis par Hanna Dallos, transcrits par Gitta Mallasz, Daimon, Einsiedeln, 2012  (ISBN 978-3-85630-748-6)

## Œuvres inspirées parDialogues avec l'ange
- Talking with angels, pièce de théâtre de Shelley Mitchell à partir du livre, 2002, Site, Video.
- Dialogues avec l'ange, pièce de théâtre adaptée et mise en scène par Maud Buquet. Compagnie des Nouveaux Mondes, 2009, Site.

### Radio, télévision
- Les quatre messagers, entretien de Gitta Mallasz avec Claude Mettra, Les vivants et les dieux, France Culture, 1976, Rediffusion le 5/11/2014
- Entretien de Gitta Mallasz avec Jacques Chancel, Radioscopie, France Inter, 10 mars 1977, Extrait sonore de l'INA
- Entretien de Gitta Mallasz avec Olivier Germain-Thomas pour son livre Les dialogues tels que je les ai vécus, Agora, France-Culture, 11 octobre 1984, Archive audio de l'Ina
- Dites-moi, Gitta Mallasz, entretien video avec Michèle Cédric, RTBF, 1989.
- Entretien de Gitta Mallasz avec Olivier Germain-Thomas pour son livre Les dialogues ou le saut dans l'inconnu, Agora, France-Culture, 22 mars 1989, Archive audio de l'Ina
- Entretien de Gitta Mallasz avec Olivier Germain-Thomas pour son livre Petits dialogues d'hier et d'aujourd'hui, Agora, France-Culture, 24 décembre 1991, Archive audio de l'Ina
- Gitta Mallasz. Le scribe des anges, entretien video avec Michel Cazenave, FR3, 1993, Archive video de l'Ina